# Unité urbaine du Mans
L'unité urbaine du Mans est une unité urbaine française centrée sur la ville du Mans, préfecture et première ville du département de la Sarthe qui fait partie de la région Pays de la Loire.
Elle fait partie des grandes unités urbaines françaises rassemblant plus de 200 000 habitants.

## Données générales
En 2010, selon l'INSEE, l'unité urbaine du Mans était composée de 18 communes, toutes situées dans le département de la Sarthe, dont 17 sont situées dans l'arrondissement du Mans et 1, Guécélard, dans celui de l'arrondissement de la Flèche.
Dans le nouveau zonage de 2020, elle est composée initialement de 20 communes, la commune de Savigné-l'Évêque ayant été ajoutée au périmètre. 18 de ces communes sont situées dans l'arrondissement du Mans, 1 dans l'arrondissement de la Flèche (Guécélard) et 1 dans celui de Mamers (Savigné-l'Évêque). Mais, la commune de Mulsanne, ayant été incorporée erronément dans le périmètre lors de la publication du zonage en 2020, s'en voit retirée en septembre 2022, cette commune constituant en réalité une unité urbaine isolée. Et, le 1er janvier 2025, les communes de Laigné-en-Belin et de Saint-Gervais-en-Belin fusionnent pour constituer Laigné-Saint-Gervais. Le nombre de communes est alors de 18.
En 2022, avec 217 364 habitants, elle représente de loin la première agglomération urbaine du département de la Sarthe et elle occupe le troisième rang régional dans les Pays de la Loire après celle de la capitale régionale, l'unité urbaine de Nantes et l'unité urbaine d'Angers.
En 2022, sa densité de population s'élève à 673 hab/km², ce qui en fait de loin l'unité urbaine la plus densément peuplée de la Sarthe.
Par sa superficie, elle ne représente que 5,2 % du territoire départemental mais, par sa population, elle regroupe 38,39 % de la population du département en 2022, soit nettement plus du tiers.

Agglomérations de plus de 100000 habitants en France en 2022.

## Composition 2020 de l'unité urbaine
L'unité urbaine du Mans est composée des 18 communes suivantes :
| Nom                     | Code Insee | Département | Statut       | Superficie (km2) | Population (dernière pop. légale) | Densité (hab./km2) | Modifier                                    |
| ----------------------- | ---------- | ----------- | ------------ | ---------------- | --------------------------------- | ------------------ | ------------------------------------------- |
| Le Mans (ville-centre)  | 72181      | Sarthe      | ville-centre | 52,81            | 145 182 (2022)                    | 2 749              | modifier les données · modifier les données |
| Aigné                   | 72001      | Sarthe      | banlieue     | 12,59            | 1 681 (2022)                      | 134                | modifier les données · modifier les données |
| Allonnes                | 72003      | Sarthe      | banlieue     | 18,07            | 10 740 (2022)                     | 594                | modifier les données · modifier les données |
| Arnage                  | 72008      | Sarthe      | banlieue     | 10,76            | 5 463 (2022)                      | 508                | modifier les données · modifier les données |
| Changé                  | 72058      | Sarthe      | banlieue     | 35,06            | 6 803 (2022)                      | 194                | modifier les données · modifier les données |
| La Chapelle-Saint-Aubin | 72065      | Sarthe      | banlieue     | 5,93             | 2 252 (2022)                      | 380                | modifier les données · modifier les données |
| Coulaines               | 72095      | Sarthe      | banlieue     | 3,93             | 8 049 (2022)                      | 2 048              | modifier les données · modifier les données |
| Guécélard               | 72146      | Sarthe      | banlieue     | 12,18            | 3 200 (2022)                      | 263                | modifier les données · modifier les données |
| Laigné-Saint-Gervais    | 72155      | Sarthe      |              | 22,25            | 4 260 (2022)                      | 191                | modifier les données · modifier les données |
| La Milesse              | 72198      | Sarthe      | banlieue     | 10,41            | 2 631 (2022)                      | 253                | modifier les données · modifier les données |
| Moncé-en-Belin          | 72200      | Sarthe      | banlieue     | 17,49            | 3 699 (2022)                      | 211                | modifier les données · modifier les données |
| Ruaudin                 | 72260      | Sarthe      | banlieue     | 13,78            | 3 492 (2022)                      | 253                | modifier les données · modifier les données |
| Saint-Pavace            | 72310      | Sarthe      | banlieue     | 5,16             | 2 002 (2022)                      | 388                | modifier les données · modifier les données |
| Saint-Saturnin          | 72320      | Sarthe      | banlieue     | 9,66             | 2 773 (2022)                      | 287                | modifier les données · modifier les données |
| Sargé-lès-le-Mans       | 72328      | Sarthe      | banlieue     | 13,85            | 3 865 (2022)                      | 279                | modifier les données · modifier les données |
| Savigné-l'Évêque        | 72329      | Sarthe      | banlieue     | 28,48            | 4 042 (2022)                      | 142                | modifier les données · modifier les données |
| Teloché                 | 72350      | Sarthe      | banlieue     | 22,79            | 3 043 (2022)                      | 134                | modifier les données · modifier les données |
| Yvré-l'Évêque           | 72386      | Sarthe      | banlieue     | 27,61            | 4 187 (2022)                      | 152                | modifier les données · modifier les données |

## Évolution démographique
| 1968    | 1975    | 1982    | 1990    | 1999    | 2006    | 2011    | 2016    | 2022    |
| ------- | ------- | ------- | ------- | ------- | ------- | ------- | ------- | ------- |
| 180 791 | 204 077 | 206 905 | 208 100 | 211 926 | 212 030 | 212 832 | 213 774 | 217 364 |

#### Données générales
- Unité urbaine
- Aire d'attraction d'une ville
- Liste des unités urbaines de France

#### Données démographiques en rapport avec l'unité urbaine du Mans
- Aire d'attraction du Mans
- Arrondissement du Mans
- Le Mans Métropole

#### Données démographiques en rapport avec la Sarthe
- Démographie de la Sarthe